# Коста-Вила (Савона)
Коста-Вила је насеље у Италији у округу Савона, региону Лигурија.
Према процени из 2011. у насељу је живело 121 становника. Насеље се налази на надморској висини од 311 м.